# شينيتشيرو كواتا
شينيتشيرو كواتا (باليابانية: 桒田 慎一朗) (6 ديسمبر 1986 في فوكوياما في اليابان – )؛ هو لاعب كرة قدم ياباني سابق كان يلعب كمهاجم.

## وصلات خارجية
- شينيتشيرو كواتا على موقع رابطة كرة القدم اليابانية للمحترفين (اليابانية)
- شينيتشيرو كواتا على موقع قاعدة بيانات كرة القدم.إي يو (الإنجليزية)
- شينيتشيرو كواتا على موقع Soccerway.com (الإنجليزية)
- شينيتشيرو كواتا على موقع عالم كرة القدم.نت (الإنجليزية)
- شينيتشيرو كواتا على موقع كووورة